# Ibarra (kanton)
Ibarra är en kanton i Ecuador.   Den ligger i provinsen Imbabura, i den centrala delen av landet, 80 km nordost om huvudstaden Quito. Antalet invånare är 139 721. Arean är 242 kvadratkilometer.
Terrängen i Ibarra är varierad.